# Isamu Noguchi

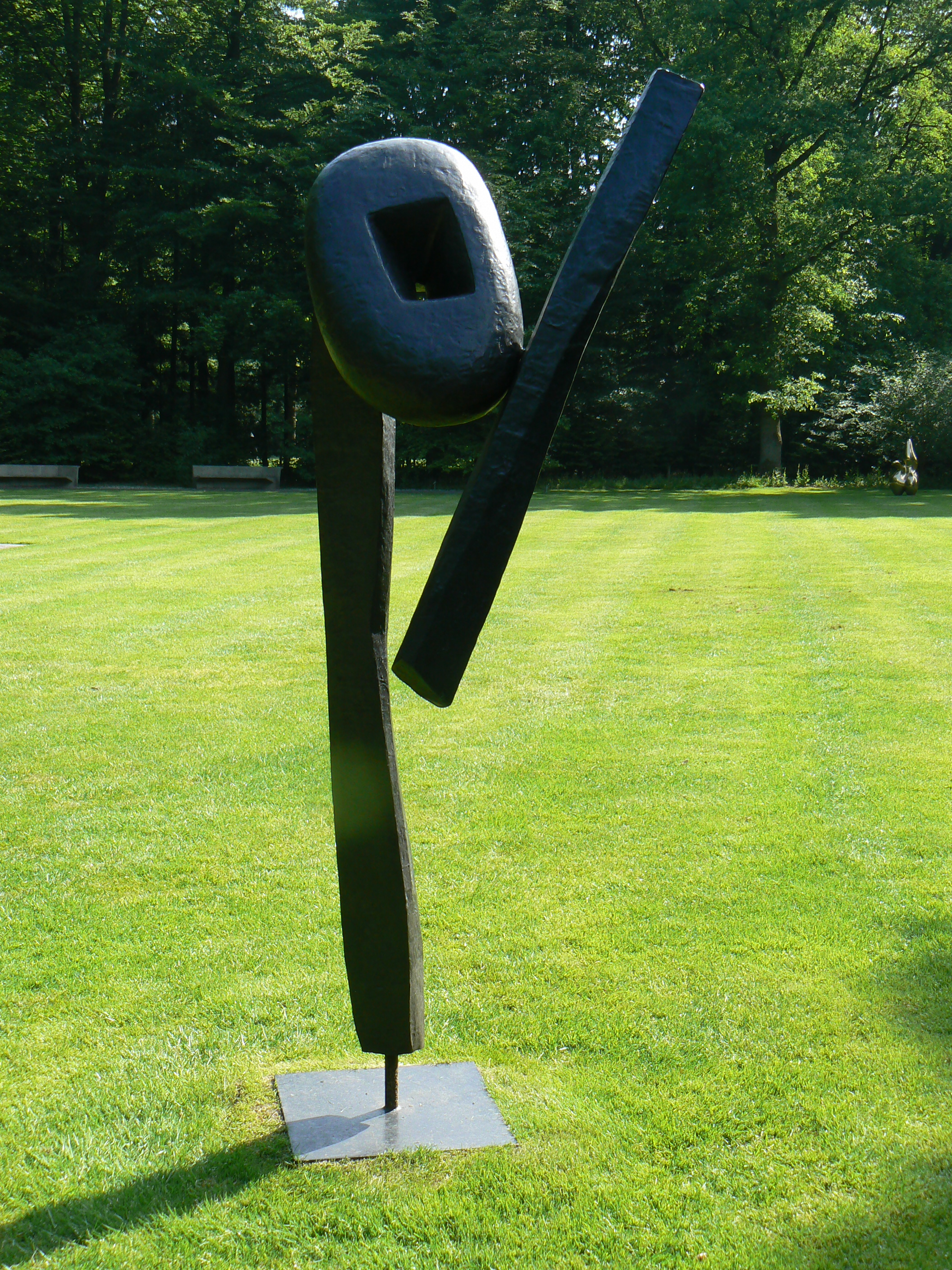
The Cry (1959) in Beeldenpark van het Kröller-Müller Museum

Isamu Noguchi (Japans: 野口 勇, Noguchi Isamu) (Los Angeles, 17 november 1904 – New York, 30 december 1988) was een Japans-Amerikaanse beeldhouwer. Hij was de zoon van de Japanse dichter Yone Noguchi en de Amerikaanse schrijfster Leonie Gilmour.

## Leven en werk
Noguchi studeerde van 1923 tot 1926 medicijnen aan de Columbia University en vanaf 1924 volgde hij avondklassen aan de Leonardo da Vinci Art School. Aansluitend startte hij zijn eerste atelier, verwierf hij een Guggenheim-Fellowship en trok in 1927 naar Parijs, waar hij assistent werd van Constantin Brancusi, wiens werk hij al in New York had leren kennen. Hij maakte bij Brancusi zijn eerste werk Sphere section. In 1929 werd een eerste tentoonstelling georganiseerd in New York.
Vanaf 1930 volgde een lange periode van reizen in Azië (India, China en uiteraard Japan), Europa en de Verenigde Staten.
Na de Tweede Wereldoorlog, waarin ook hij in mei 1942 door de autoriteiten werd geïnterneerd (in Camp Poston) en van spionage voor Japan werd beschuldigd, opende hij na zijn vrijlating en terugkomst in New York weer een nieuwe studio in Greenwich Village. In de vijftiger en zestiger jaren was zijn ster rijzende en zijn internationale bekendheid zorgde ervoor, dat projecten van zijn hand zeer gevraagd waren.
In 1959 en 1964 was hij deelnemer aan de documenta II resp. III in Kassel.
Tussen 1971 en 1979 vestigde hij een atelier in Moere op het Japanse eiland Shikoku.
De Isamu Noguchi Foundation, Inc. werd in 1980 gesticht en in de jaren tussen 1981 en 1985 werd het Isamu Noguchi Garden Museums in Long Island City, New York gevestigd. Na in 1984 een eredoctoraat te hebben ontvangen van de Columbia University, vertegenwoordigde hij in 1986 de Verenigde Staten op de Biënnale van Venetië.
Isamu Noguchi werd onderscheiden met de IIIe Klasse van de Orde van de Heilige Schatten.

## Werken
Tot de belangrijkste werken van Isamu Noguchi worden gerekend:
- Twee bruggen voor het Vredespark in Hiroshima (1951-1952)
- Tuinaanleg voor de Connecticut General Life Insurance Company (1956-1957)
- Tuinaanleg voor de UNESCO in Parijs (1956-1958)
- Billy Rose Art Garden, Jeruzalem (1960-1965)
- Zwillingsplastik (1972) voor de Kunstsammlung HypoVereinsbank, Tucherpark in München
- Bayfront Park in Miami/ Florida (1978)
- California Scenario in Costa Mesa/ Californië (1980-1982)
- Domon Ken Museum Garden, Sakata/ Japan (1984)
- Moere-Ken Park in Sapporo/ Japan (1988)
- Het Kröller-Müller Museum in Otterlo beschikt over twee werken van Noguchi, te weten:

Avatar (1947) - marmer
The Cry (1959-1961/2) -brons, staal, verf , dat zich in het beeldenpark bevindt.

## Citaat
Een voor Noguchi typerende uitspraak deed hij over de aanleg van de Billy Rose Sculpture Garden in Jeruzalem:

A garden that is a sculpture

## Fotogalerij

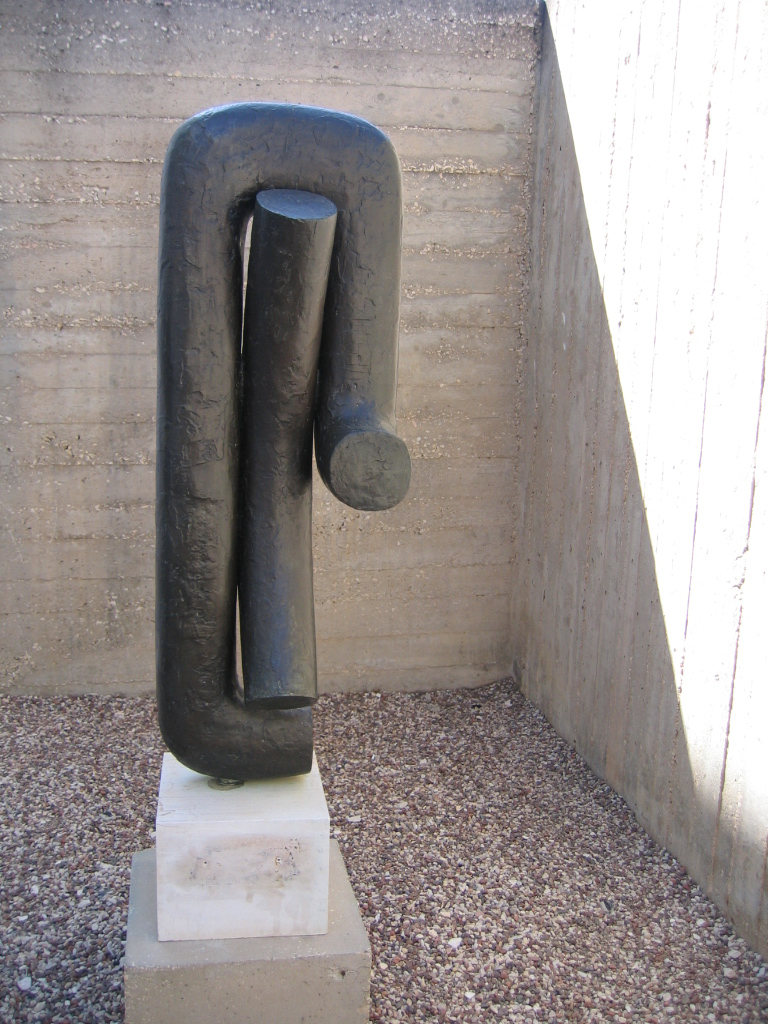
Heimar (1968), Israël
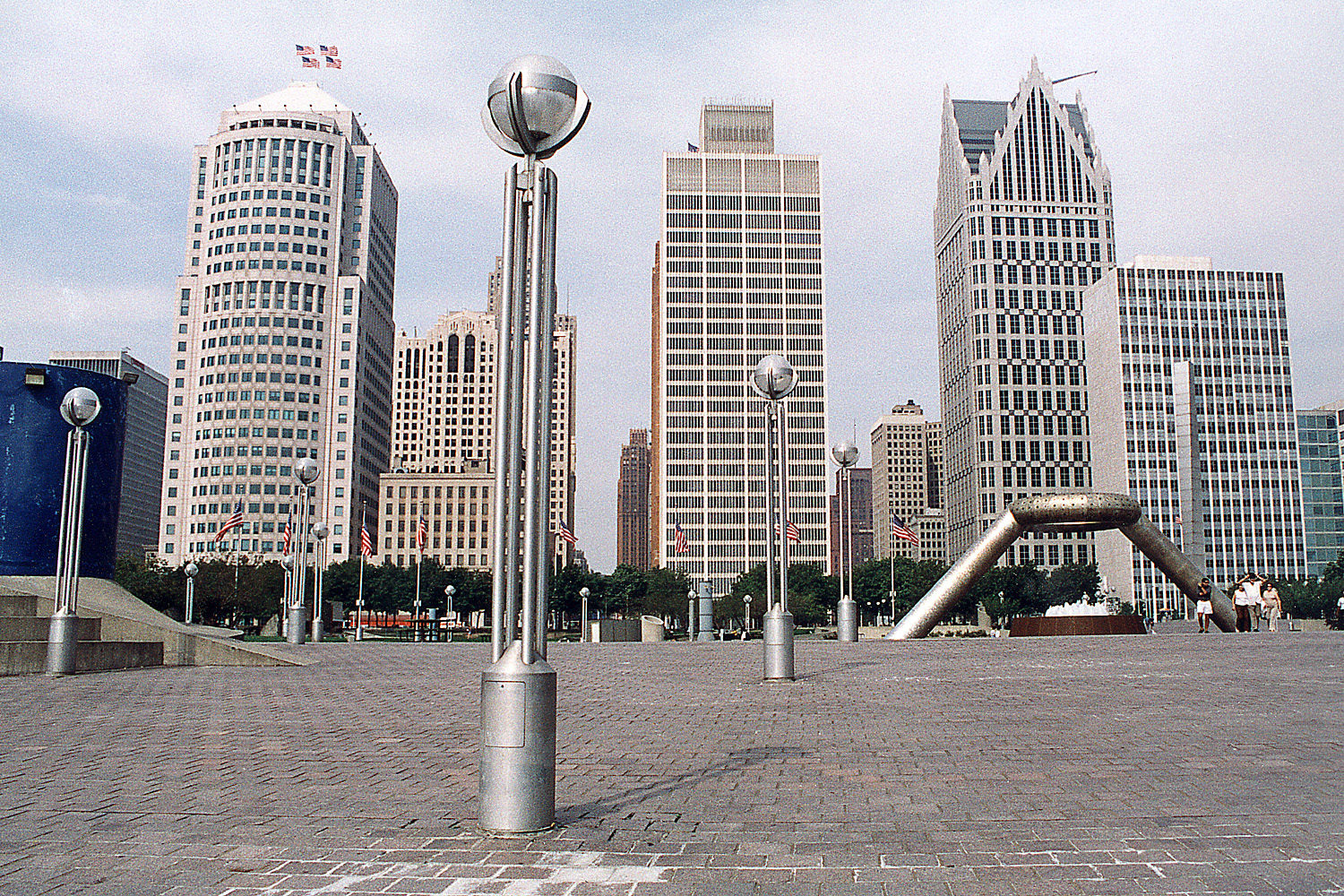
Detroit, USA
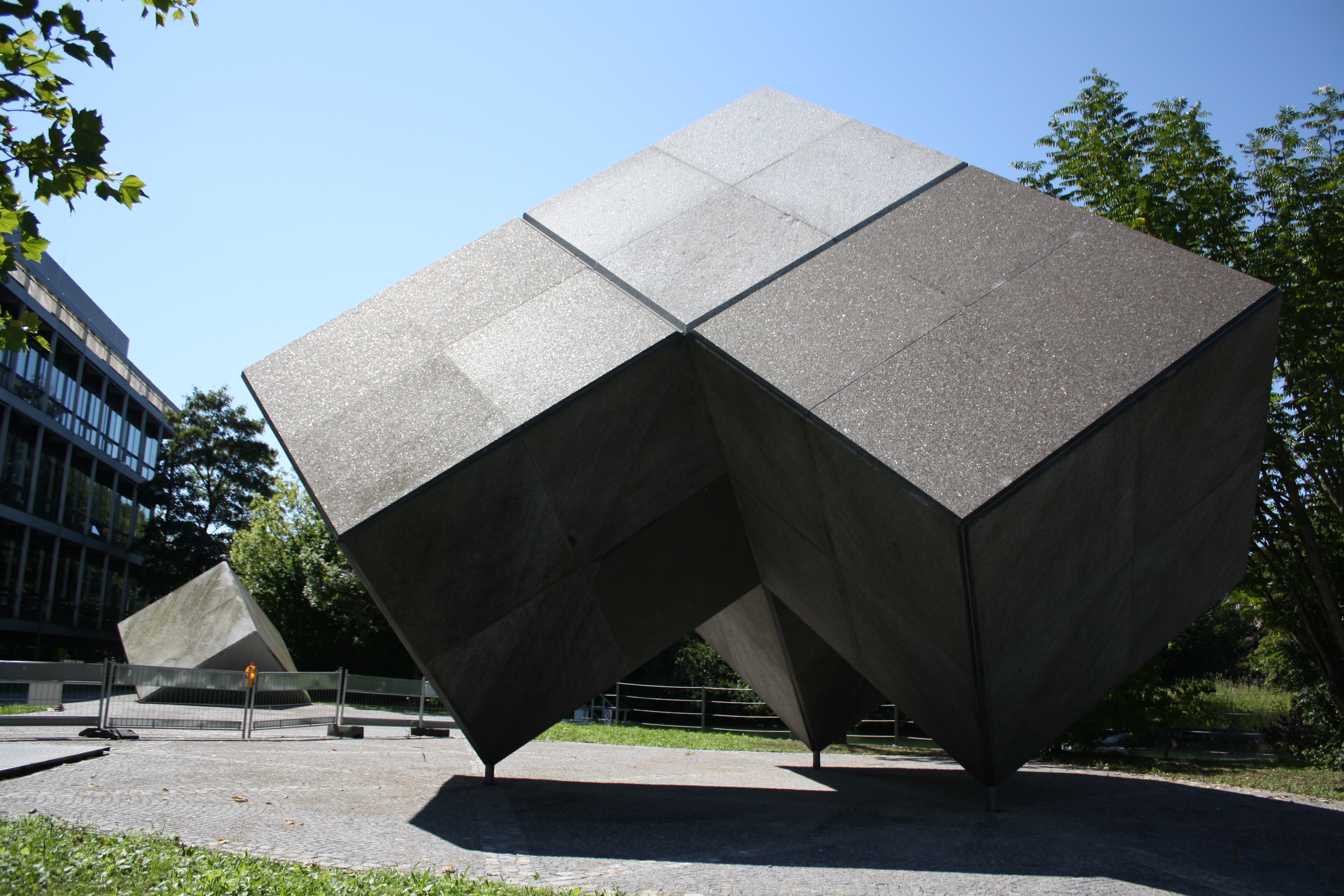
Zwillingsplastik 1972, München